# Blake Michael
Blake Michael (Atlanta, Georgia, 31 de julio de 1996) es un actor y director de cine estadounidense, más conocido por su papel de Charlie Delgado en la película de Disney Channel Lemonade Mouth, así como por su papel de Tyler James en la serie de Disney Channel Dog with a Blog, que en 2013 le valió un Young Artist Award por Mejor Actor Joven Protagonista en una serie de televisión.

## Carrera

### 2004-10
Comenzó su carrera a los 3 años, reservando trabajos de modelaje. A la edad de 5 años, su madre lo inscribió en clases de actuación. Cuando tenía 6 años, su madre decidió buscar un agente para su carrera actoral.
Su primer personaje principal fue en un comercial de Bojangles, donde compartió escenario con Jake Delhomme de NC quarterback. A los 7, Michael interpretó el personaje del hijo de un joven soldado en el vídeo musical de la canción «Letters From War» de Mark Schultz.
La primera exposición mundial de Michael fue en 2006 en un comercial del videojuego de la película Zathura. También trabajó frecuentemente como modelo para Macy's. En 3.er grado le dijo a su madre que tenía que ser educados en casa porque actuar es lo que quería hacer. A la edad de 10 años, fue elegido como presentador de cuatro comerciales de colaboración para juguetes Hasbro y de Cartoon Network.
En 2007, fue contratado para dirigir su propio programa de Cartoon Network. Dirigido a niños de 6-11 años de edad, Fried Dynamite se emitía los viernes, mientras que el show de la mañana del sábado fue llamado Dynamite Action Squad. Su trabajo con el canal duró 3 años, durante los que actuó como celebridad spokeskid para los Excite Books.
En 2009, fue elegido en No Limit Kids: Much Ado About Middle School y más tarde se asoció con la co-estrella de la película, la cantante de country pop Celeste Kellogg, para cantar el dueto «Looking in Your Eyes» producido por Andrew Lane (Drew Lane).

### 2011-2015
Disney primero encontró a Michael a través de un casting abierto. Entonces envió una cinta hecho por sí mismo de Atlanta a Disney para un personaje en la Disney Channel Original Movie, Lemonade Mouth, con su madre, leyeron las líneas, y cuando los productores lo vieron, sabían que tenían que contar con él.
En junio de 2010 fue elegido para un papel principal como Charlie Delgado en la película musical para televisión de Disney Channel Lemonade Mouth. Además de ser un personaje principal en la película, Michael canta en dos canciones de la banda sonora, una que incluye una parte en solitario. 
Michael dirigió el cortometraje Anonymous, lanzado en 2011, y otro llamado Notes of Hers en 2013. Entre 2012 y 2015, protagonizó la serie de Disney Channel Dog with a Blog, interpretando a Tyler James, junto con Genevieve Hannelius y Francesca Capaldi. Gracias a su destacada actuación, Michael fue nominado en los Young Artist Awards, ganando en la terna de Mejor Actuación en una Serie de Televisión - Actor Joven Protagonista en 2013.

## Vida personal
En su tiempo libre practica baloncesto, esgrima, magia, toca la batería y hace y edita sus propias películas.[cita requerida]
Con doce años se convirtió en uno de los más jóvenes en conseguir un patrocinio de YouTube, con resumen de sus vídeos originales, la mayoría sobre magia y algunos de comedia.
Siguiendo los pasos de su hermano mayor Zack, siguió en la natación y ganó muchos títulos de campeón, así como récords en algunos estados.
Blake Michael tiene ascendencia puertorriqueña y judeorrusa.

## Filmografía

### Como actor
| Año       | Título                  | Personaje                   | Notas |
| --------- | ----------------------- | --------------------------- | --- |
| 2005      | The Lake Chronicles     | Joven trans                 | "Quincy" (primera temporada, capítulo 8)                                                                  |
| 2007      | October Road            | Joven Ronny                 | "Pilot" (primera temporada, capítulo 1)                                                                   |
| 2008      | The Hat                 | ...                         | ... |
| 2008      | Out of Jimmy's Head     | Stop Light Kid              | "Bad Fad" (primera temporada, capítulo 18)                                                                |
| 2011      | Annakin Town            | Joven Malcolm Sorter        | “Pilot” (segunda temporada, capítulo 1)                                                                   |
| 2012      | True Blood              | Alcide Herveaux adolescente | "Everybody Wants to Rule the World" (quinta temporada, capítulo 9)                                        |
| 2012      | Par de reyes            | Brady                       | (Primera temporada, capítulo 1), personaje que era antes de Mitchel Musso (tercera temporada, capítulo 1) |
| 2012–2015 | Stan, el perro bloguero | Tyler James                 | Protagonista; Disney Channel Original Series                                                              |
| 2013      | Melissa & Joey          | Archer Adams                | "Inside Job " (tercera temporada, capítulo 3)                                                             |

| Año  | Título                                      | Personaje              | Notas                         |
| ---- | ------------------------------------------- | ---------------------- | ----------------------------- |
| 2004 | Chosen                                      | Cliente de restaurante | Secundario                    |
| 2008 | Elephant Juice                              | Jim                    | Cortometraje                  |
| 2009 | No Limit Kids: Much Ado About Middle School | Zach                   |                               |
| 2009 | Magellan                                    | Austin Brewer          | Cortometraje                  |
| 2011 | The Mortician                               | Street Kid             | Secundario                    |
| 2011 | Lemonade Mouth                              | Charlie Delgado        | Disney Channel Original Movie |
| 2011 | Living with N.A.D.S.: The Jimmy Epson Story | Jimmy Epson            | Cortometraje                  |

| Año  | Canción                | Artista                             | Director        |
| ---- | ---------------------- | ----------------------------------- | --------------- |
| 2006 | "Letters From War"     | Mark Schultz                        |                 |
| 2010 | "Looking in Your Eyes" | Celeste Kellogg (con Blake Michael) |                 |
| 2011 | "Somebody"             | Bridgit Mendler                     | Patricia Riggen |

### Como director
| Año  | Título        | Notas        |
| ---- | ------------- | ------------ |
| 2011 | Anonymous     | Cortometraje |
| 2013 | Notes of Hers | Cortometraje |

## Premios
| Año  | Premio                        | Categoría                                                             | Trabajo         | Resultado |
| ---- | ----------------------------- | --------------------------------------------------------------------- | --------------- | --------- |
| 2013 | Young Artist Award            | Mejor Actuación en una Serie de Televisión - Actor Joven Protagonista | Dog With A Blog | Ganador   |
| 2013 | Toronto Student Film Festival | Toronto Student Film Festival                                         | Notes of Hers   | Finalista |